# Gregor Strasser

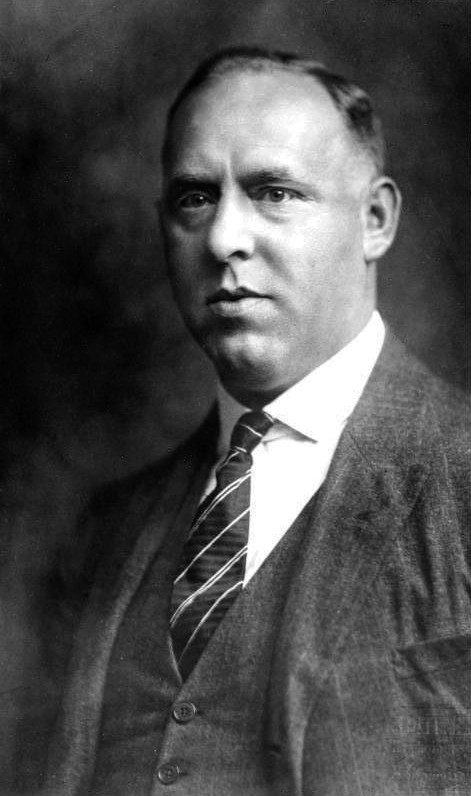
Gregor Strasser (1928), Aufnahme aus dem Bundesarchiv

Gregor Strasser (auch Gregor Straßer; * 31. Mai 1892 in Geisenfeld; † 30. Juni 1934 in Berlin) war ein deutscher Politiker. Als Kriegsveteran und Paramilitär trat er 1922 in die NSDAP ein, beteiligte sich 1923 aktiv am missglückten Hitlerputsch und stieg bei der Neugründung der Partei 1925 zu einem führenden Politiker der Bewegung auf. Trotz sich früh abzeichnender ideologischer und realpolitischer Differenzen mit Adolf Hitler wurde er von diesem erst zum Reichspropagandaleiter und 1928 zum Reichsorganisationsleiter ernannt. In dieser Position, die der Aufgabe eines Generalsekretärs entsprach, erlangte er eine für Hitler bedrohliche Machtposition. Der Konflikt eskalierte 1932 in der Strasser-Krise, in der Strasser den Machtkampf gegen Joseph Goebbels verlor. Trotz seines freiwilligen Rückzugs und der Versicherung, sich politisch nicht mehr betätigen zu wollen, wurde er 1934 beim sogenannten Röhm-Putsch im Zuge der Ausschaltung vermeintlicher oder tatsächlicher Gegenspieler Hitlers ermordet.

## Leben

### Herkunft und Ausbildung
Gregor Strasser wurde 1892 als ältestes von fünf Kindern des bayerischen Juristen und Staatsbeamten Peter Strasser (1855–1928) und seiner Ehefrau Pauline Strobel (1873–1943) geboren. Zu Gregors Geschwistern zählen der Benediktinermönch Bernhard Strasser (eigentlich Paul, 1895–1981) sowie der Publizist und Zeitungsverleger Otto Strasser (1897–1974), der die politische Laufbahn seines Bruders einige Jahre lang begleitete. Strassers Schwester Olga (* 1899) und der jüngste Bruder Anton („Toni“, 1906–1943), der Notar wurde und im Zweiten Weltkrieg in der Sowjetunion umkam, spielten dagegen politisch keine Rolle.
Seine Kindheit verbrachte Strasser in der oberbayerischen Marktgemeinde Geisenfeld und im mittelfränkischen Windsheim. Nach seinem Abitur, das er 1908 in Burghausen ablegte, machte er von 1910 bis 1914 in der Marien-Apotheke in Frontenhausen eine Lehre zum Drogisten. 1914 begann er an der Ludwig-Maximilians-Universität München ein Studium der Pharmazie.

### Teilnahme am Ersten Weltkrieg und Betätigung in paramilitärischen Verbänden der Nachkriegszeit
Nach dem Beginn des Ersten Weltkrieges im Sommer 1914 unterbrach Strasser sein Studium und meldete sich als Kriegsfreiwilliger zur Bayerischen Armee. Er wurde dem 1. Fußartillerie-Regiment „vakant Bothmer“ zugeteilt, mit dem er bis 1918 durchgehend an der Westfront zum Einsatz kam (u. a. bei Vimy, Lens, Verdun, an der Lys und an der Somme). Im Januar 1916 wurde er zum Leutnant der Reserve befördert. Er wurde mit beiden Klassen des Eisernen Kreuzes ausgezeichnet (Mai 1917 und August 1918) und erhielt im Oktober 1917 den bayerischen Militärverdienstorden. Bei Kriegsende schied er im Rang eines Oberleutnants der Reserve aus der Armee aus.
Strasser selbst behauptete später, er habe 1919 dem Freikorps Epp angehört und sich mit diesem an der Niederschlagung der Münchner Räterepublik beteiligt. Außerdem will er 1920 am Kapp-Putsch mitgewirkt haben. Auch sein fünf Jahre jüngerer Bruder Otto Strasser soll dem Freikorps angehört haben, war allerdings während des Kapp-Putsches nachweislich Führer einer regierungstreuen Arbeitermiliz. Armin Nolzen hat 2013 in seinem NDB-Artikel über Gregor Strasser darauf hingewiesen, dass es für die Mitgliedschaft der Brüder in dem Freikorps über ihre späteren Selbstdarstellungen hinaus keine belastbaren Nachweise gibt. Bis Mitte 1922 ist auch eine direkte politische Betätigung Strassers nicht zu belegen.
Belegt ist demgegenüber, dass Strasser als Veteran im Januar 1921 der Landshuter Ortsgruppe des Deutschen Offiziersbunds beitrat und bald darauf die Führung des paramilitärischen Verbands nationalgesinnter Soldaten (VNS) übernahm. Aus diesem Verband, der andernorts kaum Bedeutung erlangte, entstand in Landshut das von Strasser geführte „Sturmbataillon Niederbayern“. Dem Bataillon gehörten zeitweilig bis zu 2.000 Mann an, darunter auch der junge Heinrich Himmler, der zeitweise als Adjutant Strassers fungierte.

### Abschluss der Berufsausbildung und Familiengründung
Nach seiner Rückkehr in die Heimat zum Jahresende 1918 nahm Strasser sein kriegsbedingt unterbrochenes Studium an der Friedrich-Alexander-Universität Erlangen wieder auf. Im Januar 1919 bestand er dort die pharmazeutische Staatsprüfung mit dem Prädikat „sehr gut“. Es folgte ein zweijähriges Praktikum als Apothekengehilfe in Simbach am Inn und Traunstein. Im Januar 1921 übernahm er schließlich eine Medizinaldrogerie in Landshut.
Ebenfalls 1920 heiratete Strasser Else Vollmuth (1893–1982), die Tochter des wohlhabenden Holzwarenfabrikanten Lorenz Vollmuth. Aus der Ehe gingen die am 7. Dezember 1920 geborenen Zwillinge Günter und Helmut hervor, die am 30. Juli 1941 bzw. am 27. Mai 1942 in Russland starben. Die später häufig in der Literatur auftauchende Behauptung, Adolf Hitler sei der Taufpate der Jungen gewesen, wurde von dem Strasser-Biographen Heinrich Egner als eine von Strassers Bruder Otto in die Welt gesetzte Legende entlarvt (tatsächliche Taufpaten waren die beiden Großväter der Jungen).

### Mitgliedschaft in der NSDAP
Zum genauen Datum von Strassers Eintritt in die NSDAP gibt es unterschiedliche Angaben. In Teilen der Literatur wird als Datum des Parteieintritts der Februar 1921 angegeben. Peter D. Stachura weist darauf hin, dass Strasser selbst unterschiedliche Angaben machte. Laut einer Broschüre der NSDAP zum biographischen Hintergrund ihrer Reichstagsmitglieder trat Strasser im Februar 1921 ein – eine Information, die Stachura auf einen Artikel über Strasser in der Parteipresse zurückführt. Strassers nationalsozialistischer Biograph Hans Diebow meint, Strasser habe die Landshuter Ortsgruppe der NSDAP gegründet, kurz nachdem er im Februar 1921 Hitler habe reden hören. Otto Strasser berichtete von einem Treffen mit Hitler und Ludendorff in Landshut im Jahr 1920. Es sei unwahrscheinlich, so Stachura, dass diese Angaben zuträfen, weil Gregor Strasser erst 1921 nach Landshut zog. In der Frühgeschichte der am 13. Oktober 1920 gegründeten Landshuter Ortsgruppe der NSDAP spielte Strasser keine Rolle. Eine Liste der bayerischen SA-Führer nennt als Datum seines Parteieintritts Oktober 1922. Seine Parteimitgliedsnummer ist unbekannt. Laut Armin Nolzen sei bis Mitte 1922 kein politisches Engagement Strassers nachzuweisen. Strasser sei ab Januar 1921 Mitglied der Landshuter Ortsgruppe des Deutschen Offizierbundes gewesen und habe die Ortsgruppe Landshut des paramilitärischen Verbandes nationalgesinnter Soldaten geleitet. SA und NSDAP sei er im September 1922 beigetreten. Auf der Generalversammlung der NSDAP-Ortsgruppe Landshut vom 31. Oktober 1922 wurde Strasser zum Stellvertreter des Landshuter Ortsgruppenleiters gewählt. Spätestens seit Dezember 1922 trat Strasser als Parteiredner öffentlich auf und im Frühjahr 1923 inspirierte er die Gründung von NSDAP-Ortsgruppen in Pfeffenhausen, Wörth und Dingolfing. Als freier Mitarbeiter schrieb Strasser für den Völkischen Beobachter sowie für die örtlichen Tageszeitungen, den Kurier für Niederbayern und die Landshuter Zeitung.
Im Januar 1923 übernahm Strasser zusätzlich die Leitung der Landshuter SA – in die er wahrscheinlich im September 1922 eingetreten war –, die er bei einem Aufmarsch auf dem 1. NSDAP-Parteitag Ende Januar 1923 auf dem Münchener Marsfeld führte. Anlässlich des im Februar 1923 erfolgten organisatorischen Umbaus der SA wurden die SA-Einheiten von Regensburg, Passau, Freising, Deggendorf, Vilshofen, Vilsbiburg und Landshut auf Anordnung des damaligen SA-Stabschefs Hermann Göring als „Brigade-Landshut“ (auch als „Sturmbataillon Landshut“ oder „Sturmbataillon Niederbayern“ bezeichnet) zusammengefasst und dem Kommando Strassers unterstellt. Anlässlich des Aufmarsches der Vaterländischen Verbände auf dem Oberwiesenfeld am 1. Mai 1923 versuchten Strasser und Hermann Kriebel Hitler dazu zu bewegen, einen Putsch zu wagen, wovor dieser aber in dem Augenblick zurückschreckte.
Im November 1923 beteiligte Strasser sich mit seinem SA-Bataillon am missglückten Hitlerputsch, spielte dabei allerdings nur eine marginale Rolle: Strasser und seine Einheit trafen am Morgen des 9. November 1923 in München ein. Eigentlich waren die Niederbayern aber nach Freising beordert, wo ihnen kurzfristig die Besetzung der Wittelsbacher Brücke übertragen wurde. Vom Marsch auf die Feldherrnhalle und dessen Scheitern bekam die Einheit nichts mit. Am Abend des 9. November kehrten die Männer nach Landshut zurück. Strasser wurde anschließend zwar von der Polizei verhört, blieb aber sonst vorläufig unbehelligt. Erst am 2. Februar 1924 wurde er in Haft genommen – allerdings nicht wegen seiner Beteiligung an dem Putsch, sondern weil er zwischenzeitlich versucht hatte, einen Wachtmeister der Landshuter Polizei als Kurier für die im November 1923 verbotene NSDAP zu rekrutieren. Anschließend wurde er für kurze Zeit in der Feste Landsberg eingesperrt.

### Tätigkeit während des Verbots der NSDAP (1924/1925)
Im Januar 1924 nahm Strasser an der Gründung des „Völkischen Blocks“ teil, einer Ersatzorganisationen für die damals verbotene NSDAP. Im Anschluss an seine am 2. Februar 1924 erfolgte Inhaftierung wegen Verstoßes gegen das Betätigungsverbot für die NSDAP wurde er, nachdem der Völkische Block ihn als Kandidaten für die bevorstehende Landtagswahl nominiert hatte, aufgrund einer Bestimmung, die Schutzhäftlingen nach ihrer Aufstellung zum Landtagskandidaten zur „Sicherheit der Wahlfreiheit“ Haftverschonung gewährte, nach drei Wochen Haft am 26. Februar 1924 wieder freigelassen. Das gegen ihn eingeleitete Gerichtsverfahren endete damit, dass er am 12. Mai 1924 vom Volksgericht München I der Beihilfe zum Hochverrat für schuldig befunden und zur Mindeststrafe von fünfzehn Monaten Gefängnis mit einer vierjährigen Bewährungsfrist verurteilt wurde.
Bereits am 6. April 1924 war Strasser für den „Völkischen Block“ (VBl.) in den Bayerischen Landtag gewählt worden. Bei der Konstituierung der 23-köpfigen Fraktion des Völkischen Blocks im Landtag wurde er als stellvertretender Fraktionsvorsitzender bestimmt. Fraktionsvorsitzender wurde der MAN-Privatbeamte Alexander Glaser. Zusammen mit diesem und dem Landesbibliothekar Rudolf Buttmann, dem Schriftführer der Fraktion, bildete Strasser damit die Führungsspitze dieser Partei im Landtag. Unter anderem besuchten die drei Männer Hitler am 5. Juli 1924 als Vertreter der wichtigsten Ersatz-Organisation der verbotenen NSDAP in der Feste Landsberg. Außerdem führten sie Verhandlungen über eine Regierungsbeteiligung des Blocks in Bayern, die jedoch negativ verliefen. Am 9. Juli 1924 hielt Strasser die erste Rede eines Nationalsozialisten in einem deutschen Parlament, als er im Bayerischen Landtag eine Replik zu der Regierungserklärung des neuernannten Ministerpräsidenten Heinrich Held abgab, in der er dem Weimarer „System“ eine rigorose Fundamentalopposition ankündigte. Am 26. August 1924 wurde Strasser zudem als Nachfolger von Ernst Pöhner Landesleiter des Völkischen Blocks.
Seine Einstellung zum Parlamentarismus bzw. zu den Gründen, aus denen die eigentlich antiparlamentarische NS-Bewegung sich an Parlamentswahlen beteiligen und in den Parlamenten – eingeschränkt – mitarbeiten sollte, fasste Strasser zu dieser Zeit in einer öffentlichen Erklärung an die Anhänger des Nationalsozialismus, die er im Kurier für Niederbayern veröffentlichte, folgendermaßen zusammen: Die Bewegung besitze „drei mächtige Arme“, nämlich die Organisation, die Wehrorganisation und die Landtagsfraktion. Die letztere als der gegenwärtig stärkste Arm habe die Aufgabe, „den Schild“ zu heben, „unter dem sich der Arm der Organisation stark und mächtig entwickeln kann“, bis „der Arm der völkischen Wehrorganisation“ zum entscheidenden Schlag ausholen kann. Er erwartete also 1924 immer noch, dass die völkische Bewegung auf gewaltsame Weise an die Macht kommen werde.
Auf einer Konferenz in Weimar vom 15. bis 17. August 1924 wurde der Zusammenschluss der (formal gar nicht existenten) NSDAP und DVFP zur sogenannten Nationalsozialistischen Freiheitsbewegung (NSFB) beschlossen. Die Führung dieser neuen Organisation übernahm ein aus Strasser, Erich Ludendorff und Albrecht von Graefe bestehendes Dreimanngremium, das sich Reichsführerschaft nannte.
Der von Strasser geführte Völkische Block stand 1924 in beständiger Konkurrenz und in Gegensatz zur Großdeutschen Volksgemeinschaft (GVG), der neben dem Völkischen Block wichtigsten Auffangorganisation für die verbotene NSDAP. Zwischen Strasser und den dominierenden Figuren der GVG, Hermann Esser und Julius Streicher, entwickelte sich zu dieser Zeit eine intime Feindschaft: Nicht nur lehnte Strasser die politische Linie beider Männer ab, er verabscheute sie auch als Personen. Während der maßgeblich von Strasser mitbetriebene Ausschluss Streichers aus der völkischen Fraktion im Bayerischen Landtag gelang, waren seine Bemühungen, beide aus der völkischen Bewegung zu drängen, erfolglos. (Im September 1928 traten Strasser und Streicher jedoch beide als Hauptredner bei einer Kundgebung im fränkischen Uffenheim, im Juni 1930 (statt Hitler und von Epp) bei einem Pfingst-Gautreffen in Ipsheim auf.)
Am 26. Oktober 1924 trat der Völkische Block unter Strasser für die im Dezember bevorstehende Reichstagswahl dem NSFB bei. Das neue Gebilde nannte sich „Völkischer Block, Nationalsozialistische Freiheitsbewegung Großdeutschlands, Landesverband Bayern“. Die GVG verweigerte sich, was Strasser veranlasste, Esser und Streicher öffentlich zu kritisieren.
Am 7. Dezember 1924 gewann Strasser als Kandidat der Listenverbindung „Deutschvölkische Freiheitspartei / Nationalsozialistische Freiheitsbewegung“ ein Mandat im 3. Reichstag. Er war in der Folge etwas über acht Jahre lang, bis ins Frühjahr 1933, Reichstagsabgeordneter; sein Mandat wurde bei vier nachfolgenden Reichstagswahlen (1928, 1930 sowie zwei Wahlen im Jahr 1932) jeweils bestätigt. Das Mandat im Bayerischen Landtag legte er kurz nach seiner Wahl in den Reichstag nieder.

### Wirken in der neugegründeten NSDAP

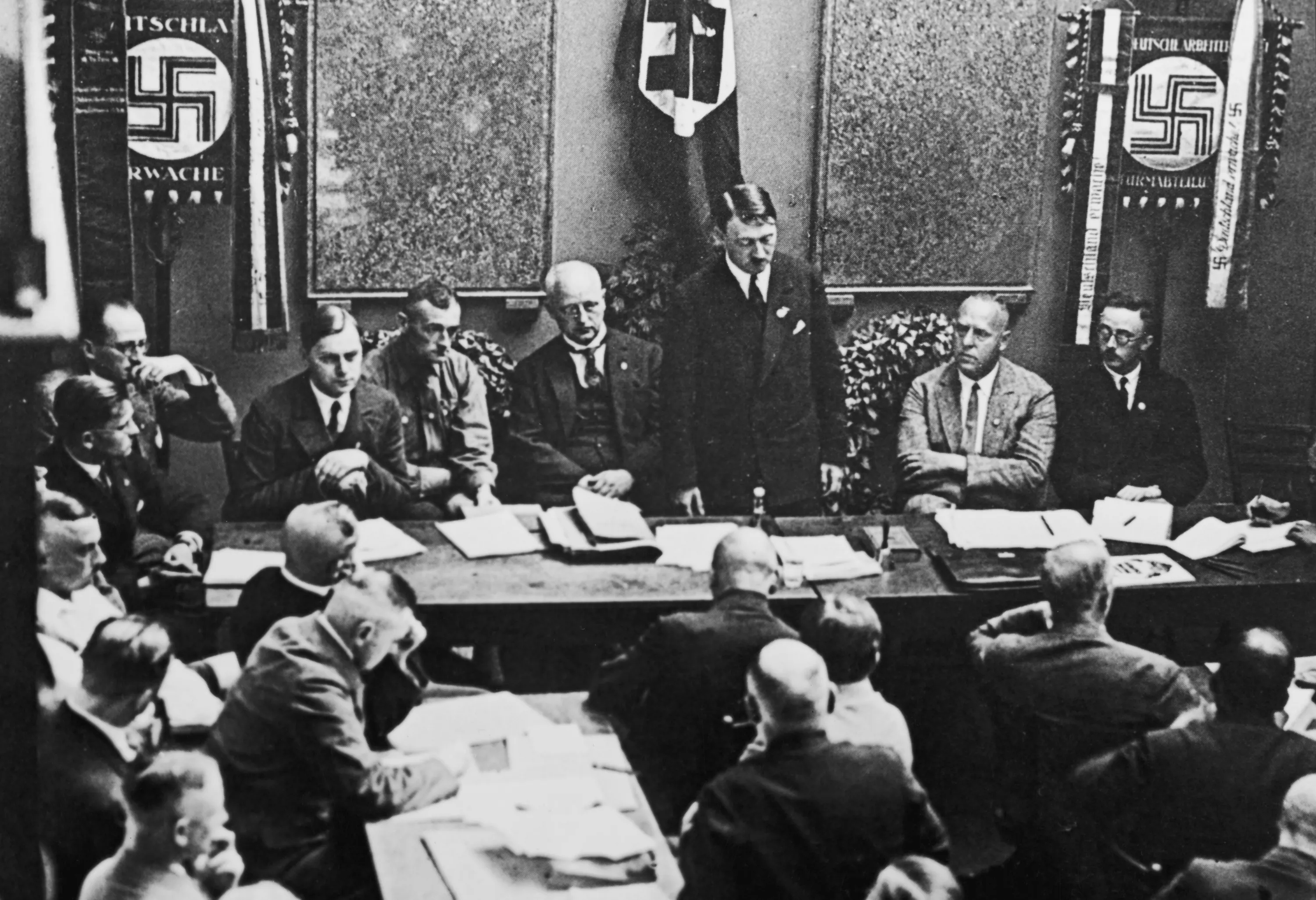
Strasser (rechts neben Hitler) als Teilnehmer des Parteikongresses anlässlich der Neugründung der NSDAP im Frühjahr 1925. Rechts neben Strasser: Heinrich Himmler; links von Hitler: Franz Xaver Schwarz, Walter Buch und Alfred Rosenberg.

Nach der Wiedergründung der NSDAP durch Hitler am 26. Februar 1925 im Münchner Bürgerbräukeller schloss sich Strasser als eines der ersten Mitglieder der neuen NSDAP an (Mitgliedsnummer 9). Parallel zur Neugründung der NSDAP wurde die nunmehr überflüssig gewordene Platzhalterorganisation des Völkischen Blocks im Frühjahr 1925 liquidiert: Die Reichsführerschaft des Völkischen Blocks löste sich im Februar auf. In seinem Heimatbezirk Niederbayern erreichte Strasser am 15. März 1925 auf einer Delegiertentagung, dass der Kreisverband Niederbayern des Völkischen Blocks mit 32 Ortsgruppen geschlossen zur NSDAP übertrat und ihn zum Kreisleiter der NSDAP in Niederbayern machte. Im April 1925 erhielt er dann die neugeschaffene Bezeichnung eines Gauleiters: Als erster Gauleiter des Gaues Niederbayern/Oberpfalz führte Strasser diesen Gau – bzw. den am 1. Oktober 1928 durch eine Teilung des Großgaues entstandenen selbständigen Gau Niederbayern – bis zum 1. März 1929. Mit seiner sich immer weiter intensivierenden politischen Betätigung ging der sukzessive Rückzug Strassers aus seinem erlernten Beruf als Drogist/Apotheker einher: 1927 gab er diesen endgültig auf. Er verkaufte seine Drogerie in Landshut zum 1. März dieses Jahres an einen Angestellten und vollzog damit auch äußerlich den Wechsel zum reinen Berufspolitiker.
Gemeinsam mit seinem Bruder Otto entwickelte Strasser in der zweiten Hälfte der 1920er Jahre ein eigenständiges ideologisches Profil gegenüber dem völkisch-nationalen Münchener Parteiflügel. Die Brüder verfochten – zunächst noch gemeinsam mit Joseph Goebbels – einen „linken“, d. h. antikapitalistischen, sozialrevolutionären Kurs der NSDAP, mit dem die Arbeiterschaft für die Partei gewonnen werden sollte. Strasser unterstützte daher teilweise auch Streiks der sozialdemokratischen Gewerkschaften, forderte die Verstaatlichung von Industrie und Banken und trat trotz Festhaltens am strikten Antibolschewismus für eine Zusammenarbeit Deutschlands mit der Sowjetunion ein. Ein Streitpunkt mit der Parteiführung war die Unterstützung eines Antrags von SPD und KPD für ein Volksbegehren zur entschädigungslosen Enteignung der Fürstenhäuser im Januar 1925. Während Strassers Flügel dieses Ansinnen unterstützte, plädierte Hitler für eine Entschädigung der Fürsten. Bei diesem Streit stand Goebbels noch auf Strassers Seite und soll späteren Äußerungen Otto Strassers zufolge sogar den Ausschluss Hitlers aus der Partei gefordert haben. Zu einem ähnlichen Streit mit Strasseranhängern kam es im Mai 1929 nach der Landtagswahl in Sachsen über die Frage, ob die NSDAP eine Koalition mit den Arbeiterparteien SPD und KPD anstreben oder sich mit den bürgerlichen rechten Parteien zusammentun sollte. Nach diesem Vorfall verschärfte die Parteiführung unter Hitler und nun auch Goebbels den Flügelkampf; 1930 wurden zahlreiche Anhänger des antibürgerlichen Lagers entmachtet oder aus der Partei entfernt. Im Januar 1929 war Strasser wegen Äußerungen über den jüdischen Reichsfinanzminister Rudolf Hilferding aus dem Sitzungssaal des Reichstags verwiesen worden.
Strassers Parteiflügel war vor allem um Berlin und in Nordwestdeutschland stark aufgestellt und auf die Zielgruppe der städtischen Arbeiterschaft ausgerichtet.

### Bamberger Führertagung (1926) und Dauerkonflikt mit Joseph Goebbels
Auf einer Führertagung der NSDAP, die am 14. Februar 1926 in Bamberg stattfand, gelang es Hitler, die Forderungen des „nationalbolschewistischen“ Flügels der Partei abzuschlagen und seinen Anspruch auf uneingeschränkte Führerschaft innerhalb der NSDAP durchzusetzen.
Diese Tagung markiert den Beginn der Entfremdung zwischen Strasser und Joseph Goebbels, der bisher als enger Gefolgsmann Strassers in dessen Sinne im Rheinland und in Westfalen für die Partei gewirkt hatte. Nach dem Urteil des Goebbels-Biographen Ralf Georg Reuth gelang Hitler in Bamberg ein wichtiger Erfolg in seinem Bemühen, Goebbels, den „ideologischen Kopf“ und „brillanten Propagandisten“ des Strasser-Lagers, „aus der Strasser-Phalanx herauszubrechen“, um den sozialrevolutionären Parteiflügel auf diese Weise zu spalten und zu schwächen. Goebbels bekannte in seinen Tagebüchern, „seit der Bamberger Tagung eine eindeutige Schwenkung von dem Strasserkreis vorgenommen“ zu haben, „und zwar zu dem Chef der Partei selbst [d. h. zu Hitler] hin.“
Aus dieser Konstellation entstand in den folgenden Jahren eine zunehmende Konkurrenz und immer schärfere Feindschaft zwischen Goebbels und Strasser, insbesondere nach Goebbels’ Ernennung zum Gauleiter von Berlin im Herbst 1926. Goebbels plante, der von Strasser herausgegebenen Kampfverlag-Presse Konkurrenz zu machen, und verbreitete Gerüchte, wonach Gregor Strasser und sein Bruder Otto über ihre Mutter jüdischer Herkunft seien. Strasser beschuldigte Goebbels in einer Stellungnahme an die Parteileitung direkt, diese und weitere grobe Lügen über ihn verbreitet zu haben. Im Frühsommer 1927 war die Beziehung vollends zerrüttet und beide Männer waren überzeugt, vom anderen in übler Weise verraten und betrogen worden zu sein. Obwohl ein offener Konflikt durch ein Machtwort Hitlers vermieden wurde, schwelte die „unüberbrückbare Feindschaft“ (Hans Mommsen) bis zu Strassers Ausscheiden aus der Führung der NSDAP Ende 1932 weiter. Strasser war 1932 zu der Auffassung gelangt, dass Goebbels ein „Satan in Menschengestalt“ sei, während Goebbels’ Hass auf Strasser seine Tagebücher der Jahre 1928 bis 1933 – nach den Worten des Schriftstellers René Schickele – „wie ein roter Faden“ durchzieht.
Bestimmend für die Gegnerschaft beider Männer waren in den frühen 1930er Jahren vor allem Streitigkeiten um die Kontrolle der Parteipropaganda: Wie Udo Kissenkoetter aufgezeigt hat, behielt Strasser auch als Reichsorganisationsleiter entscheidenden Einfluss auf die NS-Propaganda, selbst nachdem Goebbels Reichspropagandaleiter geworden war: So zog Strasser 1932 die politisch-ideologische Kontrolle der NS-Presse an sich und leitete noch im Oktober 1932 die NS-Reichspropagandatagung. Reuth hat darauf hingewiesen, es sei „vor allem auch“ der Umstand gewesen, dass Strasser und nicht Goebbels sich „als erster Vertreter der Bewegung über den Reichsrundfunk an die Öffentlichkeit wenden konnte“, der zu Goebbels’ Verärgerung über den Reichsorganisationsleiter beitrug. Goebbels seinerseits spielte eine maßgebliche Rolle bei der Zerschlagung von Strassers privatem Presseimperium, indem er auf Hitler einwirkte, der Strasser im Jahr 1930 dazu zwang, den „Kampf-Verlag“ aufzugeben, den Strasser bisher unabhängig von der Partei geführt hatte: Vor die Wahl gestellt, seinen Verlag an die Partei zu übertragen oder aus dieser auszuscheiden, schied Gregor Strasser aus dem Kampfverlag aus. Sein Bruder Otto, der nicht zum Nachgeben bereit war, verließ stattdessen die NSDAP und gründete eine eigene Kampforganisation, die Schwarze Front, die den Kampfverlag übernahm.

### Arbeitsgemeinschaft Nordwest
Am 11. März 1925 beauftragte Hitler Strasser mit dem Aufbau einer Parteiorganisation der NSDAP in Norddeutschland. Der in den folgenden Jahren erfolgende rasche Aufbau der Parteistrukturen der NSDAP in Norddeutschland war hauptsächlich das Werk Strassers.
Nachdem der erste Gauleiter des Gaues Rheinland-Nord, Axel Ripke, im Juli 1925 gestürzt worden war und eine Gruppe jüngerer Parteifunktionäre eine Art kollegiale Führung des Gaues etablierte, knüpfte Strasser an diese Entwicklung an, indem er die Arbeitsgemeinschaft der nord- und westdeutschen Gaue der NSDAP, einen Zusammenschluss der nord- und westdeutschen Gaue der NSDAP, ins Leben rief. Die offizielle Gründung der AG erfolgte am 9. Oktober 1925. Leiter der Arbeitsgemeinschaft wurde Strasser, Geschäftsführer Joseph Goebbels. Als organisatorisches Zentrum (Geschäftsstelle) der Arbeitsgemeinschaft diente das Büro des Großgaus Ruhr in Elberfeld. Das publizistische Organ der Arbeitsgemeinschaft waren die zweimal monatlich erscheinenden Nationalsozialistischen Briefe, die ab Oktober 1925 von Strasser herausgegeben und von Goebbels redigiert wurden. Die Arbeitsgemeinschaft umfasste schließlich elf Gaue (Rheinland-Nord, Rheinland-Süd, Westfalen, Hannover, Hannover-Süd, Hessen-Nassau, Lüneburg-Stade, Schleswig-Holstein, Groß-Hamburg, Groß-Berlin und Pommern).
Mit der Leitung der Arbeitsgemeinschaft übernahm Strasser sein erstes (noch halboffizielles) überregionales Parteiamt. Obwohl die AG organisatorisch und juristisch nicht in der Gesamt-NSDAP oder ihrer Satzung verankert war, bewertet Udo Kissenkoetter die in der Literatur lange sehr verbreitete Auffassung, dass Strasser mit der AG praktisch eine andere Partei gegründet habe, als falsch: Die Bildung der AG sei viel mehr ein Versuch Strassers gewesen, die im nordwestdeutschen Raum damals noch jungen und stark divergierenden NS-Gruppen zu konsolidieren. Auch Hitler anerkannte im Herbst 1925, dass es Strasser zu verdanken sei, dass weite Gebiete Deutschlands außerhalb Bayerns in den vorangegangenen Monaten für den Nationalsozialismus erschlossen worden seien.
Die Auflösung der Arbeitsgemeinschaft erfolgte schließlich, nachdem die NSDAP sich im norddeutschen Raum organisatorisch gefestigt hatte, in geräuschloser Form aufgrund der Bestimmungen der am 1. Juli 1926 von der Münchener Parteileitung erlassenen „Richtlinien für die Gau und Ortsgruppen der NSDAP“.

### Der Kampfverlag
Am 1. März 1926 gründete Strasser, nach langer Vorbereitung, zusammen mit seinem Bruder Otto den sogenannten „Kampfverlag“, ein nahe Berlin angesiedeltes Unternehmen, das der publizistischen Verbreitung der politischen und weltanschaulichen Ideen der Brüder dienen sollte.
Der Verlag, entstanden aus dem Erwerb einiger bestehender Zeitungen, versorgte den norddeutschen Raum mit nationalsozialistischen Zeitungen und Druckschriften. Wegen seiner zahlreichen anderen Verpflichtungen konnte Strasser seine offiziellen Funktionen als Leiter des Verlages und Zeitungsherausgeber im Wesentlichen nur nominell wahrnehmen, während sein Bruder Otto, der seine ganze Arbeitskraft in das Unternehmen einbrachte, die Hauptarbeit erledigte.
Die wichtigsten Periodika im Verlagsprogramm waren die beiden Wochenzeitungen Berliner Arbeiterzeitung und Der nationale Sozialist. Durch die Umwandlung der letzteren in eine Tageszeitung und die Eroberung anderer Blätter als Kopfzeitungen bauten die Strasser-Brüder sich ein „nationalsozialistisches Zeitungsimperium“ auf, „dessen innerparteiliche Wirkung von der zeitgenössischen Presse mit der des Hugenberg-Konzerns innerhalb der DNVP auf die gleiche Stufe gestellt wurde.“ Das Stammkapital zur Finanzierung der Verlagsgründung wurde zunächst von den beiden Strasser-Brüdern allein aufgebracht, wobei Gregor Strasser seinen Anteil durch ein Darlehen finanzierte, das er durch die Verpfändung seines Landshuter Geschäftes von dem Industriellen Fritz vom Bruck erhalten hatte. 1927 stiegen Hans Hinkel und seine Frau sowie Strassers Frau, die das Darlehen ihres Mannes aus ihren Privatmitteln tilgte (womit Strassers Anteil am Verlag in ihr Eigentum überging), als Gesellschafter in den Verlag ein. Die finanzielle Lage des Verlages blieb längere Zeit prekär: Erst ab Mitte 1927 begann er sich selbst zu tragen. Bis 1929 kam die Auflage der Wochenzeitungen über 25.000 nicht hinaus. Durch den starken Mitgliederzustrom der NSDAP 1929/1930 betrug die Auflage der drei Tageszeitungen im ersten Halbjahr 1930 zusammen etwa 100.000 und die der drei Wochenzeitungen bis 15.000. Abgerundet wurde das Programm durch Parteischriften in Form von Büchern und unzähligen Propagandabroschüren.
Da der Kampfverlag sich bald zu einem Konkurrenzunternehmen des offiziellen Parteiverlags der NSDAP in München, des Franz-Eher-Verlags, entwickelte und von der Parteipresse unabhängig blieb, zog er den Missmut des Chefs des Eher-Verlags Max Amann auf sich. Zudem vertiefte er die Spannungen zwischen den Strasser-Brüdern und Goebbels, der als Berliner Gauleiter die völlige Kontrolle über Parteiveröffentlichungen in seinem Zuständigkeitsbereich beanspruchte, so dass ihm die eigenständigen Publikationen des Kampfverlages ein Dorn im Auge waren.
Nachdem Hitler 1930 ultimativ die Auflösung des Kampfverlages bzw. seine Überführung und Eingliederung in den bestehenden Parteiverlag verlangte, legte Strasser die Funktion des Herausgebers des Verlages schließlich am 30. Juni 1930 nieder und schied bald darauf ganz aus dem Unternehmen aus.

### Reichspropagandaleiter (1926–1928) und Reichsorganisationsleiter (1928–1932) der NSDAP
Am 16. September 1926 wurde Strasser offiziell zum Reichspropagandaleiter der NSDAP ernannt. Bereits im April desselben Jahres hatte Hitler diesen Posten für ihn frei gemacht, indem er seinen Intimfeind Hermann Esser aus der Reichsleitung der Partei entfernt hatte. Nachdem er sich auf dem Reichsparteitag der NSDAP vom 3./4. Juli 1926, auf dem er als „Vorsitzender der Organisation und Propaganda“ agierte, bewährt hatte, wurde seine Einsetzung auf den Posten des Propagandaleiters intern von Hitler beschlossen und dann im September offiziell vollzogen.
Spätestens mit seinem Einzug in die Parteizentrale der NSDAP in München im September 1926 war Strasser de facto der zweite Mann der Partei nach Hitler. Als Propagandaleiter gelang es ihm durch systematische Organisation der vorhandenen Möglichkeiten rasch, eine auch von Außenstehenden anerkannte Effizienz der Propaganda der NSDAP zu erreichen, so dass „die Reichspropagandaleitung in den Jahren 1926 bis 1928“, mit den Worten seines Biographen Kissenkoetter, „praktisch als Organisationsleitung“ der Partei fungierte.

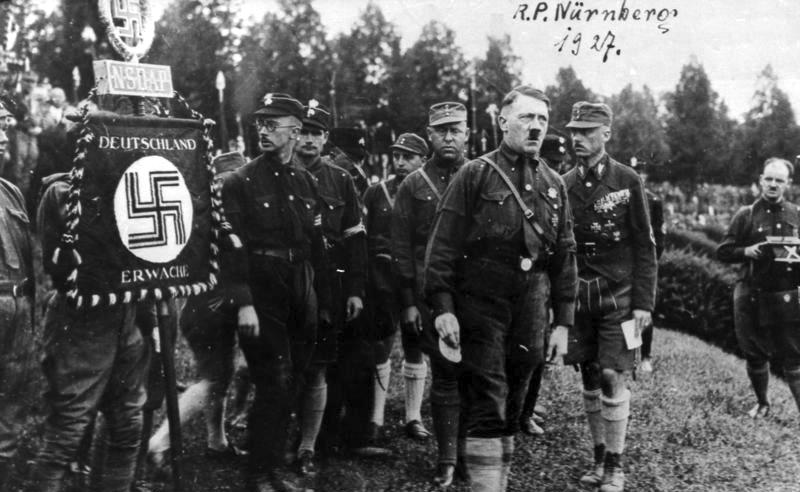
Strasser (hinter Hitler) auf dem Reichsparteitag der NSDAP in Nürnberg im Jahr 1927

Infolgedessen setzte Hitler Strasser zum Jahresbeginn 1928, als sich die Entwicklung der NSDAP zu einer Massenorganisation abzuzeichnen begann und somit der Bedarf nach einer zentralen Leitinstanz zur Führung des Parteiapparates sichtbar wurde, als Reichsorganisationsleiter der Partei ein, was er bis zum Dezember 1932 blieb. In dieser Stellung war er de facto zum Generalsekretär der NSDAP aufgestiegen, wenngleich Hitler bis zuletzt davon absah, ihm diese Bezeichnung zu verleihen.
Strasser reorganisierte in den Jahren ab 1928 die gesamte innere Struktur der NSDAP: Es gelang ihm, die Organisationsstruktur zu vereinheitlichen, indem er 1928 die Zusammenfassung der Ortsgruppen in Gaue durchsetzte, die sich an den Reichswahlkreisen orientierten. 1929 gründete er die „Organisationsabteilung II“ unter seinem Vertrauten Konstantin Hierl, die programmatische Fragen für eine spätere Regierungsübernahme vorbereitete. Damit hatte er sich ein Instrument zur Verfolgung seiner programmatischen Ziele geschaffen und konnte auf die durch den Wahlerfolg der NSDAP bei der Reichstagswahl 1930 veränderte Konstellation reagieren. Dietrich Orlow schreibt in seiner Studie zur Geschichte der NSDAP dem „organisatorischen Genie/Scharfsinn“ (organizational genius/organizational acumen) Strassers einen wesentlichen Anteil für den großen Wahlsieg zu, den die Partei bei der Wahl vom Sommer 1932 davontrug. Orlow argumentiert, dass die Partei ohne das von Strasser entwickelte ausgefeilte System zur Führung des Wahlkampfes mit drei völlig unterschiedlichen Mitteln (auf politischer Ebene mit politischen Kadern; auf der Straße durch den Einsatz paramilitärischer Terrorverbände; im gewerblichen Raum durch Einbindung zahlreicher berufsständischer Organisationen) nicht zur größten Partei im Land hätte werden können.
Die Zahl der Parteimitglieder wuchs von ca. 27.000 (1925) auf über 800.000 (1931) an. Strasser gelang es insbesondere, die NSDAP in Nord- und Westdeutschland zu einer starken politischen Kraft zu entwickeln, die schließlich sogar über eine größere Mitgliederbasis verfügte als Hitlers Parteisektion im Süden.
Im Sommer 1932 richtete Strasser schließlich Reichs- und Landesinspektionen in der Partei ein. Die Reichsinspekteure I für Norddeutschland und II für Süddeutschland verfügten über weitreichende, auch personelle Machtbefugnisse. Damit stellte Strasser eine vertikale Lenkungs- und Befehlsstruktur her. Die Reichsorganisationsleitung verfügte wiederum über Wochen- und Monatsblätter wie die  Nationalsozialistische Landpost, Das Arbeitertum oder die NS-Frauenwarte, die von Strasser herausgegeben wurden und ihn an der Basis populär machten. Mit diesen Mitteln gelang es Strasser 1932, sein wirtschaftliches Sofortprogramm zu verbreiten und in der Partei durchzusetzen.
Zu den wichtigsten Mitarbeitern Strassers in der Reichsorganisationsleitung zählten die Reichsinspekteure I und II – Paul Schulz (Strassers Stellvertreter) und (sein späterer Nachfolger) Robert Ley – sowie der Reichsorganisationsleiter II und spätere Reichsarbeitsführer Konstantin Hierl, mit dem er seit 1925 über den Tannenbergbund Kontakt hatte. Bedeutend waren auch der Schlesier Kurt Daluege, der auf Strassers Veranlassung im März 1926 die Gründung der Berliner SA organisiert hatte, und der Rechtsanwalt Alexander Glaser, ab 1931 Strassers Stabschef, der in der Röhm-Affäre ebenfalls erschossen wurde. Hinzu kamen der Zahnarzt Hellmuth Elbrechter und der ehemalige Generalstäbler Hermann Cordemann, die als Strassers Mittelsmänner zu wichtigen Regierungspolitikern wie Heinrich Brüning und Kurt von Schleicher dienten.
Die Erfolge der von Strasser als Reichsorganisationsleiter durchgeführten Maßnahmen zum Aus- und Umbau der NSDAP veranlassten Kissenkoetter zu dem Urteil, dass es „zumindest zweifelhaft“ sei, „ob die NSDAP ohne das Straßersche Organisationstalent überhaupt zu einer einheitlich geführten Massenbewegung hätte werden können.“ Heinrich Egner befand in übereinstimmender Weise, dass es zumindest fraglich sei, „ob die NSDAP ohne Straßer 1932 zur stärksten Partei Deutschlands geworden wäre.“
1932 hatte Strasser den Höhepunkt seiner Macht erreicht: Als Mann an der Spitze der faktischen Leitungszentrale der Parteiführung besaß er Ansehen, Autorität und Macht innerhalb der Partei in einem größeren Maße als jeder andere Parteiführer außer Hitler. Außerhalb der Partei – insbesondere bei führenden Regierungspolitikern wie Heinrich Brüning und Kurt von Schleicher – galt Strasser zu Beginn der 1930er Jahre weithin als die fähigste und vertrauenswürdige Persönlichkeit aus dem Führungszirkel der NSDAP. Mit den Worten seines Biographen Kissenkoetter war Strasser zu Beginn der 1930er Jahre für viele in Deutschland, „von bürgerlich-konservativen Politikern bis hin zu etlichen Gewerkschaftsvertretern“ nicht nur „ministrabel“ geworden, sondern er war „für viele zu der möglichen Integrationsfigur geworden, die einen ‚dritten Weg‘ zur Rettung Deutschlands aus der Notlage von 1932 aufzeigte.“
Vor der Reichspräsidentenwahl 1932 ging man allgemein davon aus, Hitler werde als etwaiger Wahlsieger Strasser zu seinem Reichskanzler berufen. Erst nach der Wiederwahl Hindenburgs fasste Hitler den Entschluss, selbst die Kanzlerschaft anzustreben. Koalitionen lehnte er dabei als hinderlich ab und forderte im August 1932 von Hindenburg vergeblich seine Ernennung zum Reichskanzler. Strasser hingegen sah den Weg zur Macht eher in Koalitionen, die parlamentarische Mehrheiten ermöglichen sollten. Er befürchtete, dass man sich mit der Bildung eines Minderheitskabinetts zu sehr vom Reichspräsidenten und seiner Kamarilla abhängig machen würde.

### Lebensbedrohlicher Unfall (1931)
Am 7. Januar 1931 erlitt Strasser einen Skiunfall in Oberstaufen. Seine Verletzungen waren derart schwer – er brach sich einen Rückenwirbel –, dass sein Leben, Stachura zufolge, zeitweise „am seidenen Faden“ hing (“his life hanging precariously in the balance”). Erst nach drei Monaten konnte er das Krankenhaus verlassen, war aber weiterhin stark gesundheitlich beeinträchtigt: So wurde er von starken Schmerzen verfolgt und musste ständig einen Gehstock bei sich führen.
Udo Kissenkoetter verweist auf die Möglichkeit, dass die gesundheitlichen Folgen dieses Unfalls sowie eventuell auch sein Diabetes die Arbeits- und Leistungsfähigkeit Strassers, neben anderen Faktoren, in der Zeit zwischen seiner Rückkehr in seine Ämter im April 1931 und seinem Ausscheiden aus der Parteiführung im Dezember 1932 beeinträchtigt haben könnten. Somit könnte der Unfall von 1931 bzw. seine Auswirkungen auf Strassers Gesundheit, so Kissenkoetter, mit ein Grund dafür gewesen sein, dass es Strasser nicht gelang, sich in dem Macht- und Richtungskampf, der in diesen Monaten innerhalb der Führung der NSDAP ausgefochten wurde, und besonders während seiner Eskalation im Dezember 1932 zu behaupten.

### Kontakte zu Industriellen
Trotz seiner Reputation als Vertreter der Linken innerhalb der NSDAP verfügte Strasser seit Anfang der dreißiger Jahre über gute Kontakte zu Unternehmerkreisen, deren Vorstellungen von einer Zähmung der NSDAP durch Einbindung in die Regierungsverantwortung er entgegenkam. Die Deutschen Führerbriefe, eine unter dem Einfluss des Industriellen Paul Silverberg stehende Privatkorrespondenz, lobten Strasser im Mai 1932, weil er für einen „Übergang der N.S.D.A.P. von der Opposition zur gouvernementalen Position“ stehe. Um die Regierungsfähigkeit seiner Partei zu beweisen, verkündete Strasser am 20. Oktober 1932 im Berliner Sportpalast das neue „wirtschaftliche Aufbauprogramm“ der NSDAP. Darin wurden die schrillen antikapitalistischen Töne und die Forderungen nach einer Autarkie Deutschlands deutlich zurückgenommen, wie sie unter anderem in seinem eigenen „wirtschaftlichen Sofortprogramm“ vom Juli 1932 noch laut geworden waren. Statt Steuererhöhungen für Reiche forderte er jetzt Steuersenkungen, statt mit Preiskontrollen wollte er die Deflation nun mit einer Freigabe der Preise bekämpfen. Zwar redete er weiterhin einem Agrarprotektionismus und einem Vorrang für deutsche Produkte das Wort, betonte aber gleichzeitig, dass dadurch die Exporte nicht behindert werden dürften. Zur Überwindung der Massenarbeitslosigkeit schlug er vor, die Bindung der Reichsmark an das Gold aufzugeben, die Banken zu verstaatlichen und durch eine massive Kreditaufnahme der öffentlichen Hand öffentliche Arbeitsbeschaffungsmaßnahmen zu ermöglichen. Im selben Jahr äußerte er sich in einem Interview mit dem amerikanischen Journalisten Hubert Renfro Knickerbocker ausgesprochen wirtschaftsfreundlich:
„Wir erkennen das Privateigentum an. Wir erkennen die private Initiative an. Wir erkennen unsere Schulden an und unsere Verpflichtung, sie zu zahlen. Wir sind gegen die Verstaatlichung der Industrie. Wir sind gegen die Verstaatlichung des Handels. Wir sind gegen Planwirtschaft im Sowjetsinne.“

Strasser erhielt von verschiedenen Industriellen finanzielle Zuwendungen. Der Lobbyist August Heinrichsbauer organisierte im Frühjahr 1931 eine monatliche Zahlung von Unternehmern des Ruhrbergbaus an ihn in Höhe von 10.000 Reichsmark. Ebenso finanzierte Paul Silverberg Strasser über die „Bank für deutsche Industrieobligationen“. Auch von dem Kölner Eisenindustriellen Otto Wolff, der den Nationalsozialisten an sich ablehnend gegenüberstand, soll Strasser auf Bitten des Reichskanzlers Kurt von Schleicher Spenden erhalten haben. Diese Zuwendungen werden gewöhnlich als Beleg für die verbreitete Ansicht angeführt, wonach die Großindustrie durch ihre Spenden zum Aufstieg der NSDAP beigetragen habe. Der britische Historiker Peter Stachura vertritt die These, Strasser sei es zu dieser Zeit nicht um die Durchsetzung „linker“ Positionen innerhalb der NSDAP gegangen; vielmehr sei er ein realpolitisch denkender Opportunist gewesen, der der NSDAP möglichst breite, neue Rekrutierungsfelder erschließen und damit sich selbst eine Hausmacht sichern wollte.

### Konflikt mit Hitler und Ausscheiden aus der Parteiführung

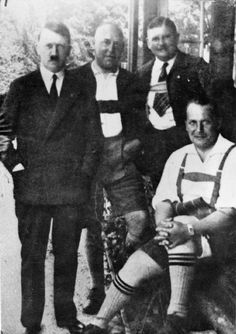
Gregor Strasser (2. von links) im Kreis der Führungsgruppe der NSDAP bei einer Besprechung in Berchtesgaden im Sommer 1932

Die programmatische und persönliche Rivalität mit Adolf Hitler verschärfte sich dramatisch, als Hitler sich durch sein bedingungsloses Beharren auf seiner Kanzlerschaft vorübergehend in eine politische Sackgasse manövriert hatte und Reichskanzler Kurt von Schleicher Gregor Strasser in einem Geheimtreffen am 3. Dezember 1932 die Vizekanzlerschaft und das Amt des preußischen Ministerpräsidenten anbot. Er hoffte, mit Strasser die NSDAP zu spalten und ihren linken Flügel auf seine Seite ziehen zu können. Spätere Schätzungen von Zeitzeugen sprachen davon, dass von den 196 nationalsozialistischen Reichstagsabgeordneten ungefähr 60 bis 100 bei einem offenen Bruch zwischen Strasser und Hitler mit Strasser gegangen wären.
Das Vorhaben misslang, weil Strasser sich nicht zu einem Bruch mit dem angeschlagenen Hitler durchringen konnte. Außerdem hatte Hitler durch den britischen Journalisten Sefton Delmer frühzeitig von Schleichers Verhandlungen mit Strasser erfahren. Bei einer Führertagung im Dezember 1932 konnte er die führenden Köpfe der Partei noch einmal auf sich einschwören. Besonders Hermann Göring und Joseph Goebbels bedrängten Hitler, an seiner Linie festzuhalten und sich nicht auf Kompromisse zugunsten Strassers einzulassen. Am 8. Dezember 1932 trat Strasser in Erkenntnis seiner Niederlage überraschend von allen Parteiämtern zurück, blieb jedoch Parteimitglied. Aus Angst vor einer Spaltung war Hitler peinlich darauf bedacht, den Eindruck eines offenen Machtkampfes zu vermeiden, und bedauerte öffentlich Strassers Rückzug. Sein Reichstagsmandat behielt Strasser vorerst ebenfalls, weil seine parlamentarische Immunität die Vollstreckung mehrerer Gerichtsurteile im Zusammenhang mit Beleidigungsprozessen verhinderte. Eine Erholungsreise nach Italien in der kritischen Phase des Dezember 1932, die für den Historiker Hans-Ulrich Wehler den „durchschlagenden Beweis seiner politischen Mediokrität“ darstellt, schwächte Strassers Position in der Partei weiter. Trotzdem wurde Strasser noch im Januar 1933 von Schleicher heimlich bei Reichspräsident von Hindenburg als potenzieller Vizekanzler vorgestellt, wobei das Staatsoberhaupt einen günstigen Eindruck von Strasser gewann. Nach der Landtagswahl in Lippe am 15. Januar, die einen Wahlerfolg für die NSDAP brachte und den Hitler-Kurs zu bestätigen schien, wurde er jedoch endgültig an den Rand gedrängt. Nach der nationalsozialistischen „Machtergreifung“ zog Strasser sich aus der Politik ins Privatleben zurück.
Mit Hitlers Genehmigung übernahm Strasser im Mai 1933 auf Vermittlung von Albert Pietzsch und Hans Reupke eine Direktionsstelle beim Unternehmen Schering Kahlbaum in Berlin, nachdem er schriftlich versichert hatte, sich zukünftig jeglicher politischer Tätigkeit zu enthalten. Im Juni 1933 wurde er in den Vorstand von Schering aufgenommen. Gleichzeitig leitete er seit dieser Zeit den Verband der Heilmittelindustrie. 1934 wurde er zudem Erster Vorsitzender der Reichsfachschaft der Pharmazeutischen Industrie.

### Ermordung
In der ersten Jahreshälfte 1934 schien es zunächst, als ob sich eine Wiederaufnahme Strassers in die Gunst Hitlers anbahnte. Am 1. Februar 1934 erhielt Strasser das Goldene Parteiabzeichen der NSDAP. Bei einem persönlichen Treffen mit Strasser am 13. Juni 1934 bot Hitler ihm sogar das Amt des Wirtschaftsministers als Nachfolger des wenig erfolgreich agierenden Kurt Schmitt an. Strasser machte eine Zusage jedoch von der Bedingung abhängig, dass Göring und Goebbels aus dem Reichskabinett entfernt würden. Dazu war Hitler nicht bereit. Nach dem Urteil Stachuras war Strasser seinen Zielen mit dieser Entwicklung zu nahegekommen, als dass seine politischen Gegner sich zurücklehnen konnten. Sie hätten sich nun entschieden, „drastische präventive Maßnahmen“ zu ergreifen (drastic preventive action).
Bereits im Frühjahr 1934 hatten Hermann Göring und Joseph Goebbels in ihren damals neu erschienenen Büchern Aufbau einer Nation (Göring) und Vom Kaiserhof zur Reichskanzlei (Goebbels) die öffentliche Stimmung gegen Strasser angefacht und scharfe publizistische Angriffe gegen ihren alten Rivalen gerichtet, den sie als „Verräter“ an Hitler und der NS-Bewegung darstellten. Insbesondere Göring stellte ihm hartnäckig nach: Bereits 1933 hatte Göring Strasser, als dieser eine Reise ins Ausland plante, mitteilen lassen, dass er ihn in diesem Falle an der Grenze verhaften lassen würde. Mordabsichten Görings gegenüber Strasser sind erstmals für den August 1933 verbürgt, als er den Chef der Kriminalpolizei Arthur Nebe damit beauftragte, ein Ableben Strassers durch einen Auto- oder Jagd-„Unfall“ zu inszenieren. Nachdem Nebe sich diesem Ansinnen entzog, versuchte Göring im Januar 1934 den damaligen Gestapochef Diels dazu zu animieren, eine illegale Beseitigung Strassers zu übernehmen.
Am Mittag des 30. Juni 1934 wurde Strasser von Beamten der Geheimen Staatspolizei in seinem Berliner Haus verhaftet. Er wurde zunächst zu einem Büro in der Zentrale des Schering-Kahlbaumkonzerns gebracht und dort einem SS-Kommando übergeben, das ihn in das Geheime Staatspolizeiamt in der Prinz-Albrecht-Straße eskortierte. Die Verhaftung erfolgte im Rahmen der Röhm-Affäre, einer politischen Säuberungsaktion, in deren Verlauf Hitler und andere nationalsozialistische Führer ihre tatsächlichen oder angeblichen Rivalen in den eigenen Reihen sowie weitere unliebsame Personen verhaften und zum Teil ermorden ließen. Für Strasser war die Verhaftung eine Überraschung – im ersten Augenblick glaubte er, Hitler lasse ihn holen, um ihn in die Parteiführung zurückzurufen. Im Gegensatz dazu steht allerdings eine Erklärung von Strassers ehemaligem Mitarbeiter Paul Schulz aus dem Jahr 1951, in der dieser angibt, Strasser habe ihm nach dem Januar 1933 häufig gesagt: „Hitler wird uns umbringen lassen, wir werden keines natürlichen Todes sterben.“
Im Gestapo-Hauptquartier, dem Prinz-Albrecht-Palais, wurde Strasser in das Hausgefängnis gebracht, in dem er anfangs mit zahlreichen anderen Gefangenen in einem großen Sammelraum verblieb. Im weiteren Verlauf des Nachmittages wurde er dann in eine Einzelzelle (Zelle 16) des an den Sammelraum angrenzenden Zellentraktes verlegt. Hier suchten ihn schließlich mehrere SS-Angehörige auf und erschossen ihn durch das Schiebefenster der Zellentür. Nach übereinstimmenden Quellenberichten soll sich der SS-Brigadeführer Theodor Eicke, Kommandant des KZ Dachau, seiner Mordtat gerühmt haben. Strassers Leiche wurde zunächst ins Institut für Rechtsmedizin der Charité in der Hannoverschen Straße überführt und dort in einer Zelle unter Verschluss gehalten; eine Sektion oder Besichtigung des Toten war den Pathologen ausdrücklich verboten. Nach dem 3. Juli 1934 wurde der Leichnam im Krematorium Wedding eingeäschert.
Auf wessen Veranlassung und aus welchem Motiv Strasser ermordet wurde, ist nicht mit Gewissheit gesichert. Häufig wird davon ausgegangen, dass Hitler selbst seinen ehemaligen Reichsorganisationsleiter aus Rache für dessen „Verrat“ vom Dezember 1932 oder „als immer noch mögliche Konkurrenz“ umbringen ließ. Andere Autoren, wie z. B. Joachim Fest, betonen demgegenüber, dass zahlreiche Quellen darauf hindeuten, „daß Göring, Himmler und Heydrich die eigentlich treibende und die Zahl der Opfer vermehrende Kraft“ bei der Mordaktion gewesen seien. In Hinblick auf Strasser verweist Fest in diesem Zusammenhang auf ein Zeugnis von Alfred Rosenberg, demzufolge „kein Befehl“ Hitlers zu dessen Ermordung vorgelegen habe und sogar eine Untersuchung dieser Tat eingeleitet worden sei. Auch Hans Mommsen vertritt die Auffassung, dass die Liquidierung der SA-Führung am 30. Juni 1934 für Göring und Himmler eine gute Gelegenheit war, um ihren früheren Rivalen Strasser endgültig loszuwerden. Göring selbst erklärte am 30. Juni offen, dass er seine „Aufgabe erweitert“ habe, indem er nicht nur die SA in Berlin ausgeschaltet habe, sondern auch gegen gewisse „unzufriedene, gestrige Gestalten“ einen Schlag geführt habe.
Als Hitler in seiner Reichstagsrede vom 13. Juli 1934 die Ereignisse vom 30. Juni 1934 rechtfertigte, erwähnte er lediglich kurz, dass Strasser von anderen in eine Verschwörung gegen den Staat verwickelt worden sei. Öffentliches Bedauern über seinen Tod bekundete er weder bei dieser noch bei anderen Gelegenheiten.
Im Juli 1934 übergab Heinrich Himmler persönlich Strassers Bruder Anton – einem ehemaligen SS-Angehörigen – eine Urne mit der angeblichen Asche Strassers. Die Urne verblieb mehrere Jahrzehnte im Besitz von Strassers Witwe und wurde schließlich im Mai 1975 auf ihre Veranlassung im Familiengrab der Strassers auf dem Friedhof Dinkelsbühl neben Strassers Eltern und seinem Bruder Otto († 1974) beigesetzt.
Die Auszahlung von Strassers Lebensversicherung – die die Versicherungsgesellschaft erst mit der Begründung verweigerte, dass Strasser ja nach offiziellen Angaben durch Selbstmord gestorben sei – erfolgte erst durch Intervention von Innenminister Wilhelm Frick. Ab dem 1. Mai 1936 erhielt Strassers Witwe zudem auf Veranlassung Himmlers für sich und ihre Söhne eine monatliche Rente von 500 Reichsmark.

## Langzeitwirkung
Nach Einschätzung des Amts für Verfassungsschutz Thüringen üben die „nationalrevolutionären“ politischen Theorien Strassers und seines jüngeren Bruders Otto ähnlich wie die Ideen von Ernst Röhm erheblichen Einfluss auf das Gedankengut nicht weniger zeitgenössischer Neonationalsozialisten (Neonazis) aus. In der NPD gibt es seit langem eine starke strasseristische Strömung, deren vordergründige Sozialkritik und sozialistische Rhetorik nach dem Vorbild der Strasser-Brüder vor allem im Osten Deutschlands auf Resonanz stößt. Auch für „Freie Kameradschaften“ und „Autonome Nationalisten“ spielen sowohl die theoretischen Ansichten Gregor und Otto Strassers über den „revolutionären Nationalsozialismus“ als auch die Ästhetik der Selbstinszenierung besonders Otto Strassers eine große Rolle.

## Archivbestände
- Bundesarchiv Berlin: Ehemaliges BDC: Personenakten zu Gregor Strasser in den Beständen OPG und PK.
- Institut für Zeitgeschichte: Findbuch Bestand ED 911 (Sammlung zu Gregor und Else Strasser) (Memento vom 16. August 2014 im Internet Archive) (PDF; 121 kB), 5 Bände.

## Schriften
- Das Hitler-Büchlein. Ein Abriß vom Leben und Wirken des Führers der nationalsozialistischen Freiheitsbewegung Adolf Hitler. Kampf-Verlag, Berlin 1928.
- Ausgewählte Reden und Schriften eines Nationalsozialisten. 2 Bände. Kampf-Verlag, Berlin 1928;
  - Band 1: Freiheit und Brot.
  - Band 2: Hammer und Schwert.
- 58 Jahre Young-Plan! Eine quellenmäßige Betrachtung über Inhalt, Wesen und Folgen des Young-Planes. Kampf-Verlag, Berlin 1929.
- mit Gottfried Feder: Reden im Reichstag Oktober 1930 nach dem amtlichen Stenogramm (= Die nationalsozialistische Reichstagsfraktion. Reden, Anträge und Interpellationen in Einzelheften. H 1, ZDB-ID 572093-x). Lützow-Verlag, Berlin 1930.
- Der Kampf um die Freiheit. Reichstagsrede vom 17. Oktober 1930. Eher, München 1931.
- Der letzte Abwehrkampf des Systems. 3 aktuelle Aufsätze. Eher, München 1931.
- Arbeit und Brot! Reichstagsrede am 10. Mai 1932 (= Kampfschrift. Broschürenreihe der Reichspropaganda-Leitung der NSDAP. 12, ZDB-ID 2468560-4). Eher, München 1932.
- Die Staatsidee des Nationalsozialismus. Rundfunkrede. Eher, München 1932.
- Das wirtschaftliche Aufbauprogramm der NSDAP. Eine Rede. Gehalten vor 15000 nationalsozialistischen Betriebszellenmitgliedern am 20. Oktober 1932 im Berliner Sportpalast. Berlin 1932.
- Kampf um Deutschland. Reden und Aufsätze eines Nationalsozialisten. Eher, München 1932.